# エーリッヒ・アディッケス

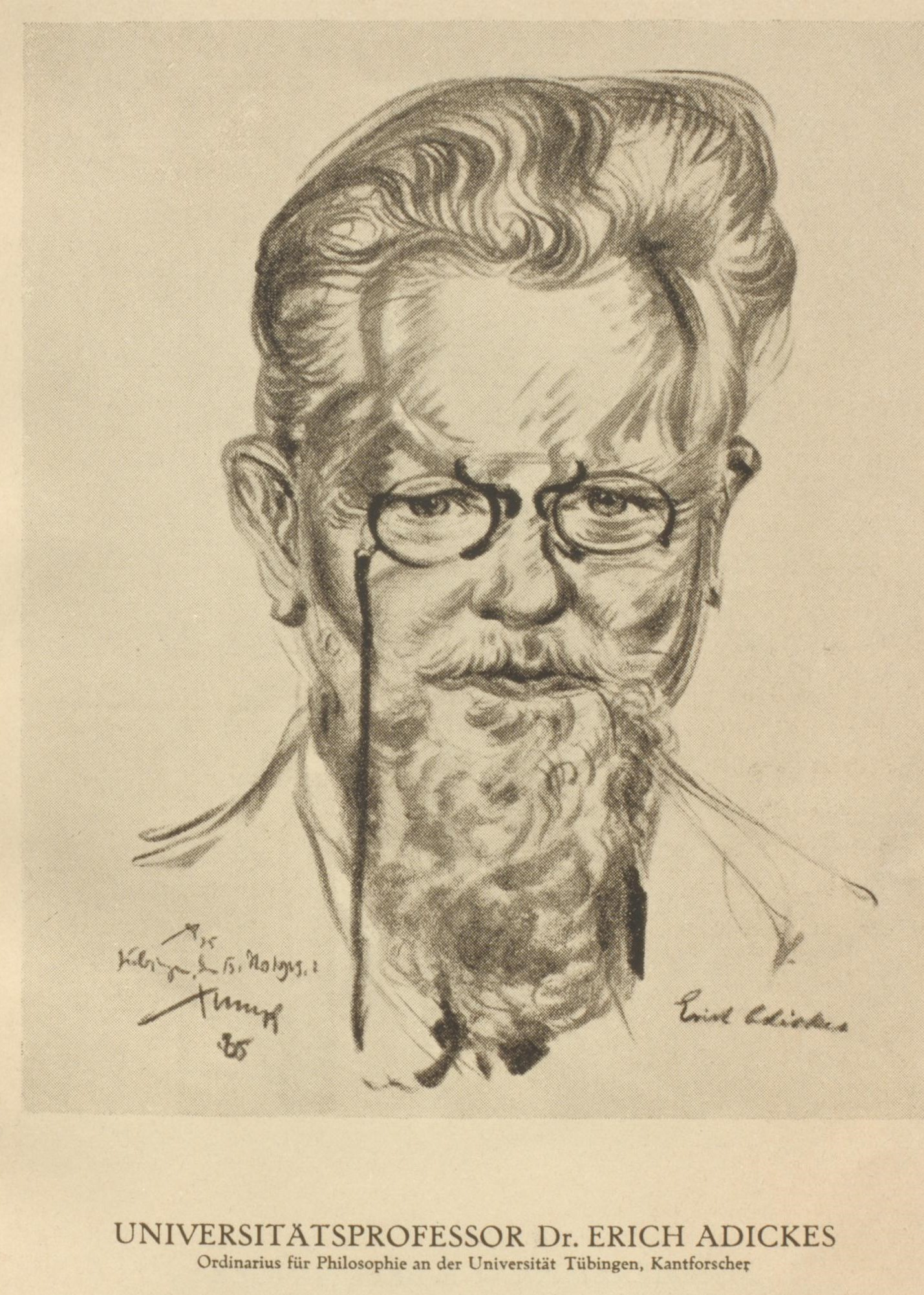
エーリッヒ・アディッケスの肖像

エーリッヒ・アディッケス （独: Erich Adickes、1866年 - 1928年）は、ドイツの哲学者、文献学者。

## 概要
エバーハルト・カール大学テュービンゲンで教鞭をとる。
文献学者としては、カントの遺稿（アカデミー版『カント全集』収録）、カントの文献目録の編者として知られる。
有名なドイツのカント派哲学者の1人である。

## 主著
- 『カントと物自体』など